# بردبری (ایلینوی)
بردبری (به انگلیسی: Bradbury) یک منطقهٔ مسکونی در ایالات متحده آمریکا است که در شهرستان کامبرلند، ایلینوی واقع شده‌است. بردبری ۱۸۴٫۱ متر بالاتر از سطح دریا واقع شده‌است.